# Fricativa palatal sorda
La fricativa palatal sorda es un tipo de sonido consonante presente en algunos idiomas hablados. El símbolo que representa a este sonido en el Alfabeto Fonético Internacional es [ç].
(El símbolo ç es la letra c con cedilla, usado en palabras de los idiomas francés, catalán y portugués, en palabras como façade, jaç y acção. Sin embargo, el sonido representado por la letra ç en la ortografía de estos idiomas no es una fricativa palatal sorda, sino [s], la fricativa alveolar sorda.)

## Características
- Su manera de articulación es fricativa, lo que significa que se produce mediante la constricción del flujo del aire a través de un canal estrecho en el punto de articulación, causando una turbulencia.
- Su punto de articulación es palatal, lo que significa que se articula con la parte media o posterior de la lengua, elevada al paladar duro.
- Su fonación es sorda, lo que significa que es producida sin la vibración de las cuerdas vocales. En algunos idiomas las cuerdas vocales se separan activamente, por lo que siempre es sorda, y en otros las cuerdas permanecen laxas, por lo que puede tomar la sonoridad de sonidos adyacentes.
- Es una consonante oral, lo que significa que se permite escapar el aire solamente a través de la boca.
- Es una consonante central, ya que se produce dirigiendo el flujo de aire a lo largo de la parte superior de la lengua, en lugar de a los lados.
- El mecanismo de flujo de aire es pulmonar, ya que se articula empujando el aire solamente desde los pulmones con el diafragma, como en la mayoría de los sonidos.

## En español
Este sonido ocurre en el castellano hablado en Chile como realización del fonema /x/ ante las vocales anteriores /e/ e /i/. La pronunciación de las palabras mujer y giro son [mu.'çe̞ɾ] y ['çi.ɾo̞] respectivamente. Además puede ser alófono de la pronunciación aspirada del fonema /s/ cuando está tras /e/ o /i/ y antes de consonante, así, la palabra mismo puede pronunciarse como ['miç.mo̞].

## Otras lenguas
- El alemán tiene el dígrafo "ch", el cual tiene dos pronunciaciones posibles, una es [ç], llamada ich-Laut, usada después de consonantes y de vocales frontales, como por ejemplo en ich [ɪç] (yo) y Mädchen [mɛːtçn̩] (niña, chica). Su contraparte, [x], es llamada ach-Laut, es alófono de este sonido, ocurriendo después de vocales posteriores.
- En griego moderno, la letra χ (ji) se pronuncia así ante los sonidos /i/ y /e/. Por ejemplo; Χειμώνας [çĩ.ˈmõ̞.nas] («invierno»), χελιδόνιο [çe̞.ʎi.ˈðõ̞.njo̞] («golondrina»).
- En japonés, es un alófono de /h/ ante /i/ y /j/, como en 人 hito [çi̥.to̞] (persona).